# Fedea
FEDEA (Fundación de Estudios de Economía Aplicada) es un think tank español con sede en Madrid cuyo principal cometido es la investigación sobre cuestiones económicas y sociales y su posterior divulgación con el objetivo de influir positivamente en la sociedad.

## Impacto
Fedea es el segundo laboratorio de ideas español con más impacto en medios de prensa especializada en ámbitos temáticos de tipo económico (2.573 impactos en 2022) y el segundo con más coeficiente de especialización temática.

## Campos de investigación
Toda la producción científica de Fedea se estructura en 11 áreas temáticas:
- Economía digital, energía y medio ambiente
- Economía de la empresa y del derecho y organización industrial
- Economía regional y urbana
- Educación e investigación
- Hacienda autonómica y local
- Hacienda pública y distribución de la renta
- Infraestructuras, transportes y vivienda
- Macroeconomía y Economía Internacional
- Mercado de trabajo y Migraciones
- Otras áreas
- Sanidad, dependencia y pensiones

## Historia
Fue fundada en mayo de 1985 por Luis Ángel Rojo, director en aquel momento del Servicio de Estudios del Banco de España, con el  objetivo de ser un puente entre el mundo académico, la sociedad civil y los gestores públicos.

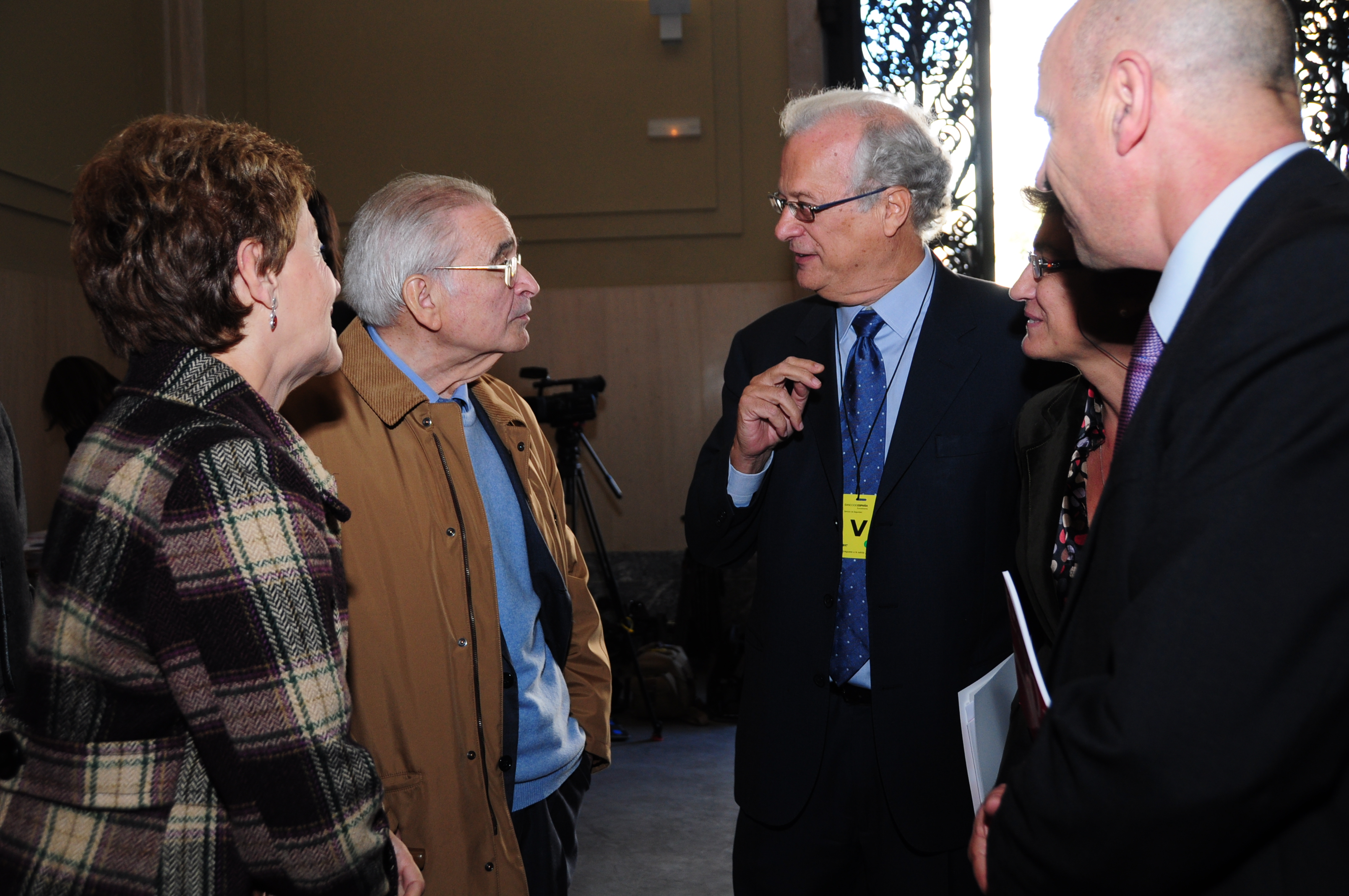
Luis Ángel Rojo, promotor fundamental en la creación de Fedea en 1985 habla con Carlos Sebastián Gascón, primer director ejecutivo de la fundación durante la recepción previa a los actos de celebración del 25 aniversario de Fedea.

### Presidentes del Patronato y Comisión Ejecutiva (1985-actualidad)
- Manuel de la Concha López-Isla (1985-1988)
- José Vilarasau (Presidente de Honor) (1988-2007)
- Josep Oliu (2007-2016)
- Jordi Gual (2016-2021)
- José Ignacio Goirigolzarri (2021-actualidad)

### Directores ejecutivos (1985-actualidad)
- Carlos Sebastián Gascón (1985-1988)
- Alfonso Novales Cinca (1988-1991)
- José Antonio Herce San Miguel (1991-2005)
- Pablo Vázquez Vega (2005-2012)
- Michele Boldrin (2012-2014)
- Ángel de la Fuente (2014-actualidad)

## Organización

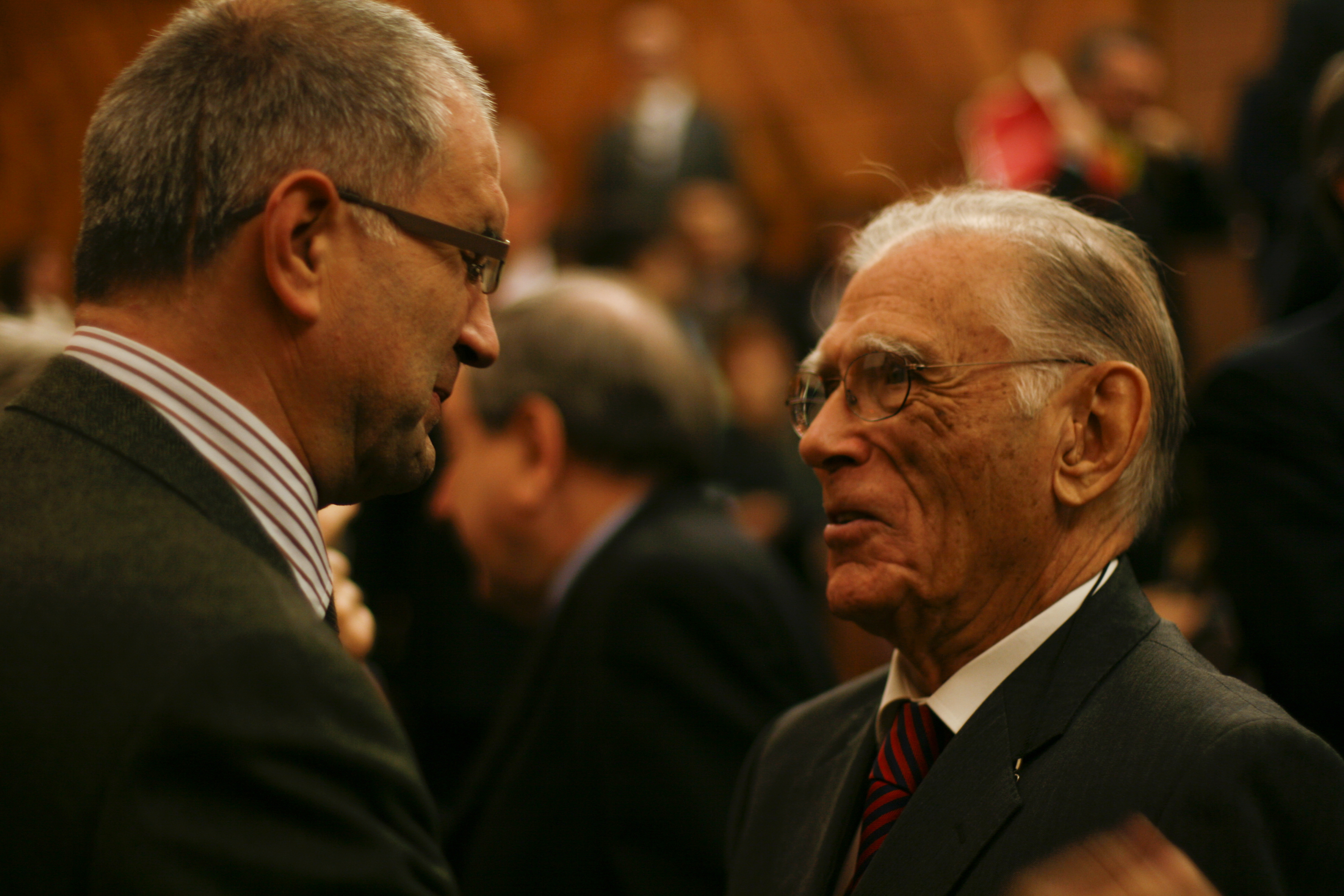
José Vilarasau Salat, presidente de honor de Fedea, conversa con José Antonio Herce San Miguel, director ejecutivo de Fedea (1991-2005) durante los actos de celebración del 25 aniversario de Fedea en el Banco de España.

Los órganos de gobierno de Fedea son el patronato, cuyo presidente de honor es José Vilarasau Salat; la comisión ejecutiva; y el comité científico. Junto al Banco de España, se han comprometido con Fedea un importante número de instituciones privadas.

### Patronos actuales de Fedea[3]
- Abertis
- Agbar
- Banco de España
- BBVA
- Bolsas y Mercados Españoles
- CaixaBank
- Corporación Financiera Alba
- Enagás
- Fundación ACS
- Fundación Ramón Areces
- Mapfre
- Sabadell
- Santander
- Telefónica

## Reconocimientos
- 2008 - Premio de Economía de Castilla y León Infanta Cristina.[4]
- 2011 - Premio IEF a la Excelencia Financiera.[5]
- 2011 - VIII Premio Edad&Vida.[6]